# Carrizozo (Novo México)
Carrizozo é uma cidade  localizada no estado americano de Novo México, no Condado de Lincoln.

## Demografia
Segundo o censo americano de 2000, a sua população era de 1036 habitantes.
Em 2006, foi estimada uma população de 1096, um aumento de 60 (5.8%).

## Geografia
De acordo com o United States Census Bureau tem uma área de
7,0 km², dos quais 7,0 km² cobertos por terra e 0,0 km² cobertos por água.

## Localidades na vizinhança
O diagrama seguinte representa as localidades num raio de 56 km ao redor de Carrizozo.